# Stanley Kubrick
Stanley Kubrick (Bronx, New York, 1928. július 26. – Harpenden, Hertfordshire, 1999. március 7.)  Oscar- és BAFTA-díjas amerikai filmrendező és producer, akit a 20. század második felének egyik nagy hatású és innovatív filmkészítőjeként tartanak számon. Kubrick filmjeire, melyeknek többségét irodalmi művekből adaptálta, az újító technikai megoldások, eredeti történetmesélés és szellemesség jellemző.

## Élete
Kubrick 1928. július 26-án született Bronxban, New Yorkban, az Amerikai Egyesült Államokban, Jacques Kubrick és felesége, Gertrude (született Perveler) első gyermekeként. A második gyermek, Barbara, 1934-ben jött a világra. Jacques, akinek szülei osztrák, román, lengyel gyökerekkel rendelkező zsidó bevándorlók voltak, sikeres orvosként dolgozott. Amikor Kubrick 12 éves lett, édesapja megtanította sakkozni, és ezt a kedvtelését egész életében gyakorolta. Tizenhárom évesen Jacques vett Stanley-nek egy Graflex kamerát, és felkeltette Kubrick érdeklődését az életképek fotózása iránt. Ekkoriban kezdte érdekelni a jazz, és elhatározta, hogy dobos lesz. 17 éves volt, mikor iskolába menet lefényképezte a Franklin D. Roosevelt halálhírét hirdető újságosstandot a gyász miatt bánatos újságárussal. A képet elküldte a Look magazinnak, mely azon nyomban felbérelte fizetett fotóriporternek a tizenéves Kubrickot.
Filmezéssel az 1950-es évek elején kezdett foglalkozni. Kezdetben amatőr dokumentumfilmeket csinált (Day of the Fight, Flying Padre), melyeket egy amatőr kamerával maga fényképezett, vágott és rendezett. 1953-ban félig amatőr módon elkészítette első nagyjátékfilmjét, Félelem és vágy címmel.
Az áttörést negyedik filmje, az 1957-es Dicsőség ösvényei (még mindig „független” produkció) jelentette Kubrick számára. A Kirk Douglas főszereplésével készített, kritika által elismert háborúellenes filmben jelennek meg először a Kubrickra jellemző filmes technikák, mint például a hosszú, „bolyongó” snitt (ezúttal a lövészárokban). Mivel a filmben kedvezőtlenül tüntette fel a francia hadvezetést, a filmet Franciaországban hosszú évekig nem lehetett bemutatni. Ezen a forgatáson ismerte meg harmadik feleségét is, akivel leélte hátralévő életét (a film végén ő az éneklő német lány). 1960-ban szintén Kirk Douglas főszereplésével készítette Kubrick egyetlen „hollywoodi” filmjét, az ókori rabszolgalázadásról szóló Spartacust. A film rendezésére maga Douglas kérte fel Kubrickot, miután összeveszett az eredeti rendezővel, Anthony Mann-nel. Mivel Kubrick csupán „beugrott” a magas költségvetésű hollywoodi eposz rendezői székébe, se a forgatókönyvbe, se a film stílusába nem volt beleszólása. Ő maga is az egyik legrosszabb élményének nevezte a filmet, és megfogadta, hogy többet nem dolgozik ilyen körülmények között, azonban a film sikere számos (addig zárt) ajtót nyitott meg a fiatal rendezőnek.
1962-ben Kubrick Angliába utazott, és itt forgatta le a Vladimir Nabokov híres-hírhedt regényéből készített Lolitát. Kubricknak olyannyira megtetszett a helyi filmkészítési módszer, továbbá az, hogy társproducerként saját kezet kap filmjei elkészítésében, hogy úgy döntött, ebben az országban telepszik le és dolgozik tovább. Továbbá ebben a filmben rendezte először Peter Sellerst, aki a két évvel későbbi Dr. Strangelove, avagy rájöttem, hogy nem kell félni a bombától, meg is lehet szeretni című alkotásában is főszerepet játszik. A Lolita hatalmas botrány volt – főleg a katolikus közösség számára –, ami jó reklám volt a filmnek. A Dr. Strangelove elismerő kritikái után Kubrick érdeklődése a science fiction felé fordult. Azt tervezte, hogy elkészíti a „közmondásosan jó sci-fi-filmet”. A tervhez segítségül hívta az angol–Srí Lanka-i sci-fi-írót, Arthur C. Clarke-ot, hogy írjon számára egy regényt. Clark egy korábbi novelláját vette alapul és azt dolgozta át Kubrickkal. Kettejük közreműködésével négy éven keresztül készült a minden addigi konvenciót és technikai fogást felülmúló, máig a műfaj legnagyobb klasszikusának tartott 2001: Űrodüsszeia (1968). Kubrick első és egyetlen Oscar-díját a film vizuális effektjeiért kapta. Három évvel később – miután Napóleonról készítendő filmje ötletéről lemondott a témában őt megelőző másik Napóleon-film miatt – Kubrick jóval alacsonyabb költségvetésből elkészítette az Anthony Burgess kultuszregényéből (Gépnarancs) adaptált – azóta kultuszfilmmé vált – Mechanikus narancsot, mely szintén a jövőben, egy anti-utópisztikus Angliában mutatja be a viselkedéskontroll „bűnkiölő” terápiájának kétes hatásait. A film kendőzetlen brutalitása és a szexualitása miatt hamar botrányokat szült. Angliában számos bűnesetet a filmnek tulajdonítottak, és a rendező sok negatív sajtót és fenyegető levelet kapott. Kubrick saját maga vonta vissza a brit forgalmazásból 16 héttel a bemutató után, így egészen haláláig nem lehetett moziban látni. (Meglehetősen rendhagyó, hogy egy forgalmazó eleget tegyen egy ilyen rendezői kérésnek.)
Kubrick innét kezdve ritkábban, 5-10 évente készített filmeket. Az 1975-ös, kevésbé ismert Barry Lyndon egy William Makepeace Thackeray regényen alapuló 18. századi pikareszk, mellyel Kubrick – hasonlóan a 2001: Űrodüsszeiához – a „tökéletes kosztümös filmet” akarta elkészíteni. A háromórás alkotás sajátossága, hogy a hitelesség kedvéért minden jelenetet természetes fénynél vettek fel, így a belső terekben a gyertyás jeleneteknél is segédlámpák nélkül dolgozott. Erre egy speciális (eredetileg NASA-nak készült) Zeiss-objektívet használt, amely (f0,7) fényérzékenységével lehetővé tette a gyéren világított jelenetek forgatását. A film végül negatív kritikákat kapott a bemutató után, és nem lett kasszasiker.
A Stephen King horror-bestselleréből készített Ragyogás (1980) ismét kultuszfilmmé vált, köszönhetően Kubrick mesteri feszültségteremtő képességének, illetve Jack Nicholson és a főbb színészek tökéletes játékának. Maga King ugyanakkor elégedetlen volt vele; szerinte Kubrick – mint általában minden filmjében – túlságosan eltért az irodalmi alapanyagtól. (King irányításával később egy tévés minisorozatban szinte betűre pontosan adaptálták a regényt.)
Kubrick már a 80-as évek elején foglalkozni kezdett egy, a vietnámi háború borzalmait semleges szempontból megörökítő film ötletével, azonban – olyan filmek, mint az Apokalipszis most vagy A szakasz hatására – a projektet évekig pihenni hagyta. Végül 1987-ben készült el a részben igaz történet – Gustav Hasford emlékiratai – által inspirált Acéllövedék című film. A 90-es évek elején Kubrick ismét sci-fit akart forgatni, Brian Aldiss novellája, A szuperjátékok kitartanak egy nyarat alapján készítette el az A. I. – Mesterséges értelem című film terveit. Azonban a film végül nem körvonalazódott, részben mert Kubrick nem találta elegendőnek a rendelkezésre álló technológiát. Végül halála után, Steven Spielberg rendezésében valósult meg a film terve még Kubrick korábbi kérésére. 12 évvel az Acéllövedékek után forgatta Kubrick utolsó filmjét, az 1999-es Tágra zárt szemeket, mely Arthur Schnitzler botránykönyve alapján egy New York-i orvos (Tom Cruise) és felesége (Nicole Kidman) a szexuális fantáziák és rejtett szekták világában tett utazását mutatja be. Kubrick a filmpremiert már nem érte meg: 1999. március 7-én szívrohamban halt meg.

## A Kubrick-filmek sajátosságai
- Filmjeiben Kubrick gyakran használt hosszú, perceken át tartó snitteket, legtöbbször "kocsizó" kameramozgással, amint végighaladunk egy jellegzetes belső téren (például a Ragyogás szállodája, a 2001: Űrodüsszeia űrhajója vagy a Dicsőség ösvényei lövészárkai).
- Kubrick – első két filmjétől eltekintve – minden alkotását irodalmi alapanyag alapján forgatta, általában tartalmilag igencsak eltérve az eredeti műtől.
- Kubrick utálta a szélesvásznú technikát, ezért minden filmjét – eltekintve a 70mm-re forgatott Spartacustól és 2001: Űrodüsszeiától – normál, 1.37:1 képarányban forgatta. (Mozikban ezen filmek nagy többségét "letakarták" 1.85:1 vagy 1.66:1 képarányra.)
- Filmjeiben Kubrick gyakran használt narrátort (vagy insert feliratokat).
- A 2001: Űrodüsszeiától kezdve Kubrick egyetlen filmjéhez sem készíttetett eredeti zenét, hanem már létező zeneműveket használt fel. (Legtöbbször komolyzenét, illetve az Acéllövedék esetében rockzenét.)
- Gyakoriak az arcokról készült közelképek.
- Kubrick minden filmje végén (még jóval ennek a divatnak elmúlta után is) használta a "The End" feliratot.

## Kubrick személyisége
Kubrick különc személyiség volt és sajtótól távol tartotta magát, kerülte a hírességekre jellemző nyilvános szereplést. Ezért aztán – főleg a bulvársajtóban – sok téves híresztelés jelent meg róla. Például azt írták róla egy időben, hogy félt a nőktől és kerülte őket, holott családi élete ennek ellentmond. Valójában közvetlen környezetéből is kevesen ismerték valódi személyiségét. Ezért teljes jellemzést megfelelő információ híján nem lehet róla írni, de néhány tény az életéből ízelítőt adhat személyiségéről.
- Kubrick legfontosabb jellemzője mint rendező – ami már védjegye lett –, hogy személyesen részt vett a teljes gyártási folyamatban. Az ipari méretű filmgyártásban (különösképp az amerikaiban) megszokott, hogy egy-egy részfeladatot a rendező leoszt az alárendelt szakembernek. Habár természetesen technikai feladatokra az ő stábjában is megvoltak a szakemberek, de a forgatás minden percében jelen volt és a kiegészítő feladatok jelentős részét is felügyelte. Így fordulhatott elő, hogy a 2001: Űrodüsszeia speciális effektusaiért maga Kubrick kapta meg az Oscar-díjat.
- Másik fő jellemzője a tökéletességre törekvés volt. Ennek következményeként – a filmiparban szokatlan módon – rugalmasan bánt az idővel. Ha egy jelenet tökéletessége a szokásos idő többszörösét igényelte, akkor nem sajnálta rá a többlet időt. A tökéletesség jegyében képes volt újrakezdeni és kidobni olyan munka részeket, amelyre korábban rengeteg időt, pénzt és energiát fordított, a színészek és technikai személyzet legnagyobb bosszúságára. Emiatt egy forgatás nála jóval tovább tartott az átlagnál.
- A megtervezett munkafolyamatok kivitelezésében a legkisebb ellentmondást se tűrte, de ezzel párhuzamosan a tervezés előtt nyitott volt az ötletelésre, sőt beosztottjait bátorította is, hogy mondják el ötleteiket.
- Folyamatosan új módszerekkel és technikákkal kísérletezett és erre beosztottjait is bátorította.
- Szeretett mindenről alapos feljegyzést készíteni, néha már túlzásnak tűnő aprólékossággal. Egy forgatás előtt például részletekbe menően írt arról, hogy összeverekedő macskáit miképpen kell szétválasztani, különböző helyzetek tükrében. Néha pedig szokatlan adatokat gyűjtött, mint például adott év adott napjának időpontjában milyen volt a légnyomás valahol, de akár képeket is rendelt ruhaboltokról vagy éjjeliszekrényekről. Ezeket a jegyzeteket, képeket és egyéb tárgyakat (pl. kalapokat) aztán felhasználásuk után akkurátusan összerendezte és elraktározta dobozokban a birtokán. Halála után 2007-ben négyéves archiválás után a család a londoni egyetemnek adományozta a több ezer dobozt, hogy a filmszakos diákok hozzáférjenek a jövőben.
- Utálta, ha kétértelmű műveiről kér valaki magyarázatot. Ha valaki erre rákérdezett, akkor kitért a válasz elől. Ez volt az egyik fő oka, hogy igyekezett titokban tartani kilétét. Sokan nem is tudták, hogy néz ki, így előfordult, hogy amikor újságíró érkezett, hozzá, hogy interjút csináljon vele, akkor ő nyitott ajtót és letagadta magát, miszerint nincs otthon. A kedvenc papírboltjában – ahova rendszeresen eljárt – sem tudták meg haláláig, ki a hóbortos visszatérő vásárlójuk.

## Filmográfia

### Rövidfilmek
- A meccs napja (Day of the Fight) (1951), 16 perc, fekete-fehér dokumentumfilm
- A repülő lelkész (Flying Padre) (1951), 9 perc, fekete-fehér dokumentumfilm
- A tengerjárók (The Seafarers) (1953), 30 perc, színes dokumentumfilm

### Nagyjátékfilmek
- Félelem és vágy (Fear and Desire) (1953)
- A gyilkos csókja (Killer's Kiss) (1955)
- Gyilkosság (The Killing) (1956)
- A dicsőség ösvényei (Paths of Glory) (1957)
- Spartacus (1960)
- Lolita (1962)
- Dr. Strangelove, avagy rájöttem, hogy nem kell félni a bombától, meg is lehet szeretni (Dr. Strangelove or: How I Learned to Stop Worrying and Love the Bomb) (1964)
- 2001: Űrodüsszeia (2001: A Space Odyssey) (1968)
- Mechanikus narancs (A Clockwork Orange) (1971)
- Barry Lyndon (1975)
- Ragyogás (The Shining) (1980)
- Acéllövedék (Full Metal Jacket) (1987)
- Tágra zárt szemek (Eyes Wide Shut) (1999)